# José María Morelos (Jalisco)
José María Morelos es una localidad del estado mexicano de Jalisco. Es parte del municipio de Tomatlán.

## Toponimia
El nombre de la localidad rinde homenaje a José María Morelos, héroe de la Independencia de México.

## Demografía
| Gráfica de evolución demográfica |
|                                  |

| Censo | Población |
| ----- | --------- |
| 1970  | 1 648     |
| 1980  | 1 544     |
| 1990  | 2 218     |
| 2000  | 2 755     |
| 2010  | 2 970     |
| 2020  | 3 200     |